# Летка
Летка — река в Республике Коми и Кировской области, правый приток Вятки (бассейн Волги). Устье реки находится в 804 км по правому берегу Вятки.
Длина реки — 260 км, площадь водосборного бассейна — 3680 км². При впадении в Летку реки Волосница стоит село Летка.

## Течение
Исток находится на возвышенности Северные Увалы в 43 км к северо-востоку от села Летка. Река течёт в верхнем течении на юго-запад, у села Летка поворачивает на юго-восток. Русло сильно извилистое. Средний годовой расход воды в 45 км от устья (у села Казань) — 20,6 м³/с. Уклон небольшой — около 0,3 м/км. Верхнее и среднее течение проходит по лесистой местности, ближе к устью появляются луга. Скорость течения в низовьях небольшая, в среднем течении чуть выше, есть несколько перекатов.
Впадает в Вятку у посёлка Летский рейд (Шестаковское сельское поселение). В устье — пристань «устье р. Летки» на Вятке. В низовье Летка судоходна. По ней осуществляется сплав леса. В нижнем течении образует многочисленные затоны и старицы. Ширина реки незадолго до устья — 40-50 метров. Высота устья — 115,1 м над уровнем моря.

## Населённые пункты на реке
- Республика Коми
  - село Летка
  - село Черёмуховка
  - посёлок Пожемаяг
  - село Мутница
  - деревня Талица
  - село Гурьевка
  - деревня Берёзовка
  - деревня Кулига
  - село Слудка
  - посёлок Якуньёль
- Кировская область
  - деревня Конец
  - деревня Агеево
  - деревня Усолье
  - село Казань
  - посёлок Осарт
  - деревня Перекоп
  - посёлок Сухоборка
  - деревня Дворец

## Притоки
Крупнейшие притоки: Лекма, Боровица, Волосница.

(указано расстояние от устья)
- 4,2 км: река Перевянка (пр)
- река Исаковка (лв)
- река Жерновка (пр)
- река Холуинка (лв)
- река Репиха (лв)
- река Чернопенка (пр)
- 25 км: река Лекма (пр)
- река Малая Шадриха (лв)
- река Большая Шадриха (лв)
- река Доровка (лв)
- 35 км: река Нестериха (пр)
- 47 км: река Борисовка (пр)
- 54 км: река Боровица (лв)
- 57 км: река Красная (пр)
- 58 км: река Чернушка (лв)
- 62 км: река Булатовка (пр)
- 69 км: река Берёзовка (пр)
- 73 км: река Прокопьевка (пр)
- 75 км: река Южная Потапьевка (лв)
- 83 км: река Потапьевка (лв)
- река Калачой (пр)
- река Якуполка (лв)
- река Воронец (лв)
- река Почин Лог (пр)
- река Сливовка (лв)
- река Песовка (лв)
- река Осиновка (лв)
- река Мичаль (пр)
- река Кужанка (пр)
- 112 км: река Берёзовка (пр)
- 116 км: река Глушица (лв)
- 119 км: река Талица-Ил (пр)
- 128 км: река Верхняя Глушица (лв)
- 129 км: река Мутница (пр)
- 135 км: река Черемка (в водном реестре без названия, пр)
- река Черемиска (пр)
- 155 км: река Волосница (пр)
- 170 км: река Гостиладор (пр)
- река Наром (лв)
- река Кыжег (лв)
- река Пылсянка (пр)
- 191 км: река Ворчанка (пр)
- река Серый (лв)
- 200 км: река Большой Орсас (лв)
- 201 км: река Малый Орсас (лв)
- река Косспала (пр)
- река Комаровка (лв)
- река Кораиль (лв)
- 228 км: река Большой Октан (пр)
- река Малый Октан (пр)